# Kostel svatého Jana Křtitele (Staré Město)
Staroměstský kostel svatého Jana Křtitele Na zábradlí (též zvaný Na brodu či Na smetišti) je zaniklý římskokatolický farní kostel v Praze na Starém Městě.

## Historie kostela

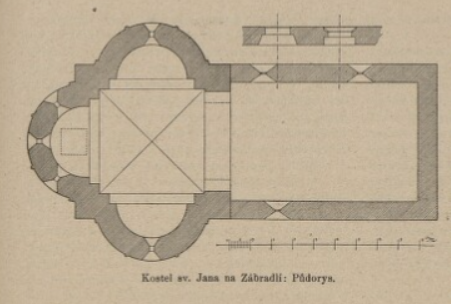
Kostel sv. Jana na Zábradlí, půdorys po dostavbě gotické lodi (zbořeno)

Kostel stával na místě dnešního domu čp. 205/I na rohu Smetanova nábřeží (resp. ulice Karoliny Světlé) a ulice Na Zábradlí. Byl postaven při panském dvorci ve druhém desetiletí 12. století v románském slohu jako centrální stavba na půdorysu čtyřlistu shranolovou lodí zaklenutou jednou křížovou klenbou a třemi polokruhovými apsidami zaklenutými konchou. Ve čtvrté apsidě byl vchod.  Mohutná osmiboká dvoupatrová věž se sdruženými okénky byla krytá jehlancovou střechou. Představoval ojedinělý architektonický typ chrámu s byzantskými vzory, jehož jediná stojící analogie v českých zemích se dochovala v jihomoravských Řeznovicích. Řeznovický chrám je však o čtyři desetiletí mladší. 
Farnímu obvodu, ustanovenému v polovině 14. století, již kapacita kostela nedostačovala, a proto byla na západní straně přistavena obdélná gotická loď. Ke stejnému řešení došlo i v Řeznovicích.
Kolem kostela byl farní hřbitov, fara a farní škola, později (1604) bylo přistavěno ještě skladiště.
V letech 1725–1730 celý komplex připadl pod správu staroměstského dominikánského kláštera u kostela svatého Jiljí. 
V roce 1789 byl kostel zrušen a přestavěn na obytný dům podle plánů Ignáce Jana Nepomuka Palliardiho. Z kostela byla před definitivním zbořením viditelná pouze jeho východní část – apsida. Celá budova pak byla v roce 1896, tj. v rámci pražské asanace, stržena.

## Jacobus Gallus
Od roku 1586 až do konce svého života v kostele jako kantor a kapelník působil pozdně renesanční hudební skladatel slovinského původu Jacobus Gallus Carniolus. Na domě v ulici Na zábradlí je pamětní deska s jeho podobiznou a letopočtem od jeho krajana architekta Josipa Plečnika.